# Mathias von Hedenström
Mathias von Hedenström (russisch Матвей Матвеевич Геденштром; Matwei Matwejewitsch Gedenstrom; * 1780 in Riga; † 20. Septemberjul. / 2. Oktober 1845greg. 20. September 1845 in Tomsk) war ein schwedisch-russischer Entdecker. Er benannte die Neusibirischen Inseln und fertigte als erster genaues Kartenmaterial der Region an.

## Frühe Jahre
Hedenström kam 1780 als Sohn eines politischen Flüchtlings aus Schweden in Riga zur Welt. Er arbeitete zunächst als Übersetzer für den Generalgouverneur der Ostseeprovinzen. Später wurde er als Zollbeamter wegen Bestechung verurteilt und nach Sibirien verbannt.

## Expedition an die Nordküste Sibiriens
Aufgrund Hedenströms guter Bildung wurde Graf Nikolai Petrowitsch Rumjanzew, seinerzeit russischer Handelsminister, auf ihn aufmerksam. Rumjanzew stellte gerade eine selbstfinanzierte Expedition an die Nordküste Sibiriens zusammen und war insbesondere noch auf der Suche nach einem geeigneten Leiter. Die Geografie dieses Gebiets war damals weitgehend unbekannt, jedoch hatten Robbenjäger wiederholt berichtet, vor der Küste Sibiriens Land gesichtet zu haben. Es wurde vermutet, dass sich vom nordamerikanischen Kontinent aus eine riesige Halbinsel ins Nordpolarmeer bis vor die Nordküste Sibiriens erstrecken würde, und Rumjanzew wollte dieser Theorie auf den Grund gehen. Er bot Hedenström an, dass dieser begnadigt würde und nach Riga zurückkehren dürfe, wenn er die Führung der Expedition übernehmen würde, und Hedenström willigte ein. Da er über keine Erfahrung in der Arktis verfügte, wurde ihm der Robbenjäger Jakow Sannikow zur Seite gestellt, der das Gebiet seit 1800 mehrmals bereist hatte. Daneben nahmen die Landvermesser P. Pshenkitsin und I. E. Kozhevin an der Expedition teil.
Hedenström brach im August 1808 in Richtung Irkutsk auf. Von dort aus begab er sich am 18. November nach Ust-Jansk, das er am 5. Februar 1809 erreichte. In Ust-Jansk errichtete er sein Hauptlager und reiste dann weiter auf die Ljachow-Inseln. Dort teilte er seine Mannschaft in drei Gruppen auf. Eine Gruppe unter der Führung von Sannikow erkundete die Meeresbucht zwischen der Kotelny-Insel und der Faddejewski-Halbinsel, die später nach Hedenström benannt wurde, eine weitere unter Kozhevin erkundete Faddejewski und die dritte, geführt von ihm selbst, fuhr weiter in Richtung Osten und erkundete Neusibirien.
Als zu Beginn des Sommers das Eis schmolz, kehrten alle Gruppen nach Ust-Jansk zurück. Hedenström kartografierte in den folgenden Monaten den Küstenverlauf des Festlands zwischen den Flüssen Jana und Indigirka und überwinterte in Ust-Jansk.
Am 2. März 1810 brach Hedenström erneut mit Hundeschlitten nach Neusibirien auf und setzte die Erkundung der Insel fort. Am 16. März sichtete er vermeintlich weiteres Land vor der Nordostküste der Insel. Sannikow, der getrennt von ihm mit einer eigenen Gruppe unterwegs war, bestätigte am Tag darauf die Sichtung. Beide waren der Meinung, ein bläulich schimmerndes Gebirge am Horizont zu erkennen. Hedenström machte in den folgenden Tagen einige kürzere Fahrten über das Packeis in Richtung der Insel, ohne sie jedoch zu erreichen. Sie nannten das Land Sannikow.
Nachdem er die Erkundung der Neusibirischen Inseln weitestgehend abgeschlossen hatte, galt sein nächstes Ziel dem „Andrejewland“. Der russische Geodät Stepan Andrejew hatte nach seiner groben Vermessung der Bäreninseln im Jahre 1764 von einer Insel vor der Mündung des Flusses Kolyma berichtet. Hedenström brach dazu am 24. März von Neusibirien aus in östlicher Richtung auf, musste jedoch nach etwa 80 km abbrechen, da er auf offenes Wasser, eine Polynja, stieß. Er fuhr daraufhin in Richtung Süden und erreichte im Bereich der Kolyma das Festland. Am 18. April startete er einen erneuten Versuch und legte vom Kap Bolschoi Baranow aus mehr als 240 km in Richtung Norden zurück, ohne jedoch Land zu sichten. Bei steigenden Temperaturen und sich verringernder Eisdicke kehrte er am 13. Mai zum Kolymadelta zurück und widmete sich in der Folgezeit der Kartographierung der Küstengebiets.
Nach seiner Rückkehr ins Hauptlager in Ust-Jansk wurde Hedenström nach Irkutsk zurückbeordert, um über seine Entdeckungen Bericht zu erstatten. Die Leitung der Expedition übernahm der Landvermesser P. Pschenizyn, der im folgenden Jahr die Kartierung der Neusibirischen Inseln vervollständigte und nachwies, dass es sich bei Faddejewski nicht um eine eigenständige Insel, sondern eine Halbinsel der Kotelny-Insel handelte.

## Weitere Jahre
Hedenström blieb nach seiner Begnadigung in Sibirien. 1813 schloss er sich Wassili Golownins Expedition nach Japan an und arbeitete später auf verschiedenen Posten für den Gouverneur von Irkutsk. 1819 wurde er erneut, diesmal aufgrund von Diebstahl, verurteilt, zusammen mit dem gesamten Stab des Gouverneurs. Während die übrigen Beamten Sibirien verlassen mussten, durfte Hedenström bleiben und ab 1826 wieder im Staatsdienst arbeiten. Er starb verarmt 1845 in Tomsk.

## Nachwirkung der Expedition
Nachdem in der Vergangenheit nur vage Berichte über die geografischen Gegebenheiten der Region existierten, lieferte die Expedition erstes genaues Kartenmaterial. Die Neusibirischen Inseln wurden von Hedenström benannt und erkundet. Von 1820 bis 1824 unternahmen Pjotr Fjodorowitsch Anjou und Ferdinand von Wrangel erneut eine Expedition ins Gebiet und fertigten weitere Karten an.
Das vermeintliche Sannikow-Land, nach dem sich in der Folgezeit viele Expeditionen auf die Suche begaben, existiert jedoch nicht. Lediglich Eduard Tolls meinte 1900, es wiederentdeckt zu haben. Sehr wahrscheinlich handelte es sich in beiden Fällen um eine Luftspiegelung oder eine optische Täuschung. Die Sichtung von Land östlich der Neusibirischen Inseln schien jedoch die Theorie einer riesigen Halbinsel von Nordamerika bis vor die nordsibirische Küste zu stützen.
Darüber hinaus erhielt durch den Bericht Hedenströms über eine Polynja im Nordpolarmeer die Theorie vom eisfreien Nordpolarmeer einen neuen Auftrieb.